# Amelanchier ovalis
Amelanchier ovalis Medik., 1793 detto comunemente pero corvino, è un arbusto appartenente alla famiglia delle Rosacee.

## Etimologia
Il nome del genere, Amelanchier, è la latinizzazione dell'occitano orientale amelanquièr, termine derivato dal nome del frutto (la melanque), di origine ligustica (melanka), dal significato di "bacca nera". Ovalis si riferisce invece alla forma delle foglie.

## Descrizione

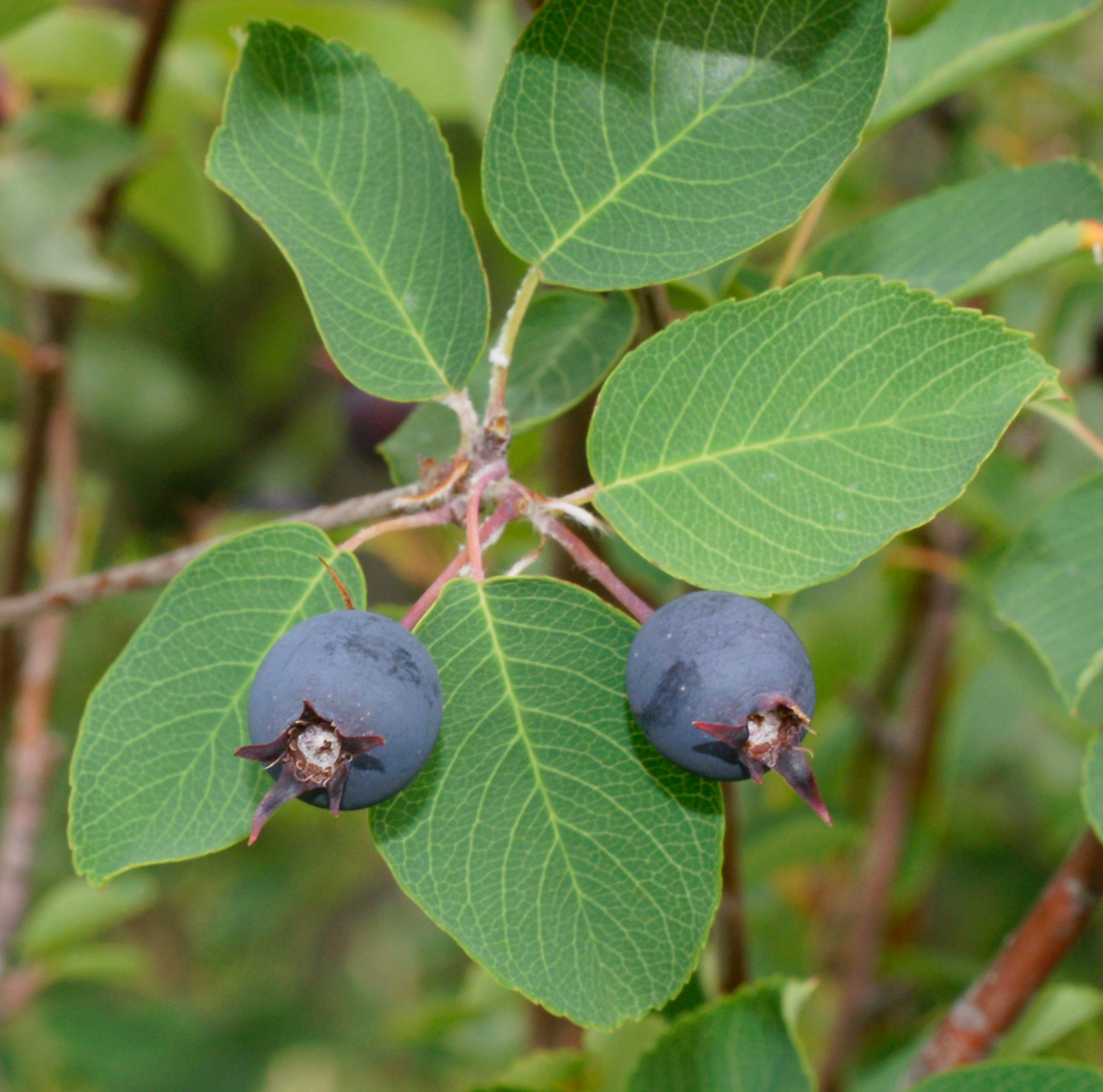
Frutto di pero corvino

Arbusto cespuglioso alto massimo fino a 3 m, ma usualmente con un'altezza che va da 1-1,5 m, fusto e rami a corteccia rossastra cosparsi di peli corti e patenti o di tomento ad anelli.
Foglie caduche, ovato-ellittiche con la pagina inferiore bianca tomentosa.
Fiori bianchi al termine di brevi rami ascellari, in corte infiorescenze a racemo. Sepali corti, acuti e divergenti arrossati di sotto. Di forma molto tipica e inconfondibile, con 5 petali molto lunghi e stretti, molto distanziati tra loro, vellutati, con numerosi stami. Compaiono prima o contemporaneamente alle foglie. la fioritura avviene ad aprile.
Frutti a pomo, sferici, di 1 cm di diametro, nero-blu opaco, contenenti una decina di semi; la maturazione si completa a luglio.

## Distribuzione e habitat
La specie è diffusa in Europa, Nord Africa e Medio Oriente.
Pianta poco comune. Cresce spontaneo nei boschi radi, sui pendii e anche su luoghi rocciosi. Predilige terreni calcarei, mentre per quanto riguarda luce e acqua non ha particolari necessità, ma comunque come quasi tutte le piante montane non resiste ad una accentuata siccità estiva. Sopporta molto bene il freddo e in Italia cresce fino a oltre 2000 metri di quota.

## Usi
I frutti sono eduli (commestibili) e hanno un sapore simile alla pera, ma non sono molto appetibili per la scarsità di polpa e la quantità di semi; possono essere consumati freschi o usati per fare confetture, conserve e per aromatizzare la grappa. Una volta se ne ricavava anche una bevanda alcolica. L'amelanchier è un'ottima pianta mellifera, ma non si riesce a produrre miele per la sua scarsa diffusione.
È considerata sia una pianta medicinale che una pianta officinale: infusi di foglie o corteccia hanno proprietà antipiretiche, antinfiammatorie, antireumatiche, astringenti e diuretiche. Il legno dell'amelanchier è duro ed elastico e può venire utilizzato per ricavarne manici per attrezzi; è pure adatto ad essere tornito ed intarsiato per produrre oggetti di pregio.